# The Student Prince
The Student Prince in Heidelberg, später abgekürzt zu The Student Prince, ist eine amerikanische Operette (Originalbezeichnung: „A Spectacular Light Opera“) in vier Akten von Sigmund Romberg (Musik) und Dorothy Agnes Donnelly (Text) nach dem Schauspiel Alt-Heidelberg von Wilhelm Meyer-Förster.

## Uraufführung
Die Operette hatte am 2. Dezember 1924 im Jolson Theatre am New Yorker Broadway Premiere. Die Shubert Brothers als Inhaber der Lizenz für die USA hatten das Stück bereits mehrmals erfolglos als Schauspiel produziert und ließen es nun von Romberg vertonen. Romberg musste sich mit seiner Musik durchsetzen, weil die Produzenten sie zu opernhaft-pathetisch fanden.
Gerade dies löste jedoch den Erfolg aus. Am Broadway wurde die Produktion zweimal wiederaufgenommen und hatte insgesamt weit über tausend Aufführungen. Durch den Erfolg der Tourneetruppen in den folgenden 20 Jahren wurde das Stück in den ländlichen Gebieten der USA zum Synonym für Operette und aufgrund der teilweise unzureichenden Qualität der Aufführungen auch zum Paradebeispiel für Schmierentheater.

„Was man in Deutschland und anderswo zu tun unterläßt, das besorgen die Amerikaner. Aus dem deutschen Charakterstück: ‚Alt Heidelberg‘, das sich vor Jahren im englischen Gewande großer Beliebtheit erfreute, haben die Amerikaner unter dem klangvollen Titel: ‚The Student Prince‘ eine Operette fabriziert, die sie mit echt amerikanischer Bescheidenheit: A spectaculra Light Opera nennen.“

## Handlung und Musik
Wie später das Musical The Sound of Music (1959) schuf The Student Prince ein altertümliches Wunsch-Europa als amerikanische Bühnenfantasie. Es erzählt die Geschichte eines fiktiven deutschen Thronerben (Kronprinz Karl Franz) aus dem Operettenstaat Karlsberg, der bei seinem Studium in Heidelberg die Freiheit kennenlernt. Dass sich der Prinz unstandesgemäß in die Wirtstochter Kathie verliebt, verursacht Komplikationen, und so wird diese Beziehung der Staatsräson geopfert. Dies wurde in den USA, einem Staat, der die Überwindung von Standesgrenzen zum Ziel hatte, als exotischer Reiz wahrgenommen, ähnlich wie später im Musical The King and I.
Das Schlussduett „Deep in My Heart“ wurde zum Inbegriff des amerikanischen Operettenschlagers und zum Gegenstand zahlreicher Neudichtungen und -vertonungen bis hin zu Britney Spears. Der Chor „Drink! Drink! Drink!“ der Heidelberger Studenten wurde besonders populär, weil sich die USA zur Zeit der Uraufführung mitten in der Alkoholprohibition befanden. Zahllos sind ebenfalls die Parodien, etwa des Studentenchors „Come Boys. Let’s All Be Gay Boys“.
Die Orchesterbesetzung der Operette umfasst die folgenden Instrumente:
- Holzbläser: zwei Flöten (2. auch Piccolo), Oboe, zwei Klarinetten, Fagott
- Blechbläser: zwei Hörner, zwei Trompeten, zwei Posaunen
- Pauken, Schlagzeug: große Trommel, kleine Trommel, Becken, Holzblocktrommel, Triangel, Glocken
- Harfe
- Klavier (Direktions-St.)
- Streicher

## Weitere Aufführungen
Die deutsche Erstaufführung in einer musikalischen Fassung von Michael Krasznay-Krausz kam 1932 im Großen Schauspielhaus Berlin auf die Bühne. So kurz vor der Machtergreifung der Nationalsozialisten konnte das amerikanische Stück jedoch keine große Wirkung entfalten.
Ähnlich wie The Sound of Music für Salzburg bekam The Student Prince touristische Bedeutung für Heidelberg. Seit 1974 ist das Stück auf Initiative des Regisseurs Helmut Hein im englischen Original bei den Heidelberger Schlossfestspielen zu sehen. Es wurde lange Zeit alljährlich im Hof des Heidelberger Schlosses aufgeführt.

## Verfilmungen
Unter dem Titel The Student Prince in Old Heidelberg wurde das Stück von Ernst Lubitsch 1927 als Stummfilm verfilmt. Eine Tonfilm-Version von Richard Thorpe kam 1954 in die Kinos. Mario Lanza sang die Playbackstimme für den Prinzen. Der Filmkomponist Nikolaus Brodszky schrieb zusätzliche Schlager für Lanza, die mit seinem Namen verbunden blieben (I’ll Walk with God, Beloved).
Der Schauspieler und Drehbuchautor Eddie Murphy verlagerte in der Filmkomödie Der Prinz aus Zamunda (1988) die Geschichte ins New York der 1980er-Jahre.